# 아토스산의 기오르기

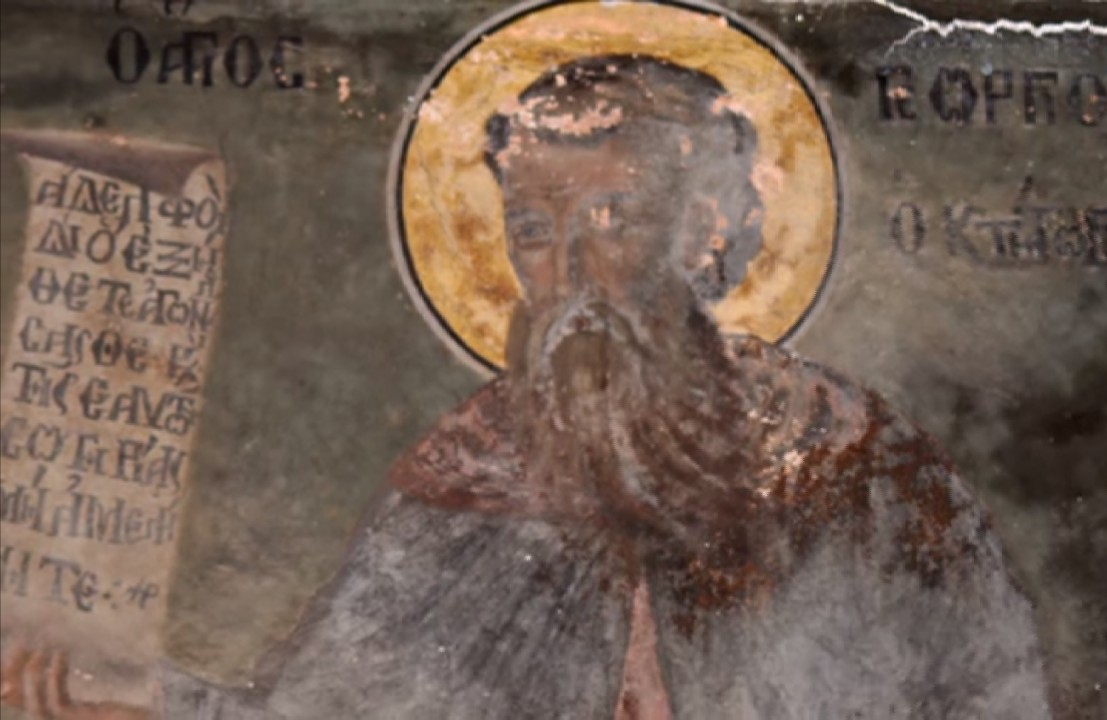
성산 아토스의 기오르기. (사비닌 작)

성산 아토스의 기오르기(하기오리테의 게오르게, 게오르기 므타츠민델리 또는 기오르기 아토넬리, 조지아어: გიორგი მთაწმინდელი, გიორგი ათონელი)(1009년 6월 27일 ~ 1065년)은 비잔티움 제국의 조지아인 수도원 공동체 활동들의 선두에 서 있던 조지아의 수사, 종교 필자, 번역가였다. 그의 별칭 므타츠민델리와 아토넬리는 "성스러운 산의"(하기오리테)와 "아토스산의"(아토니테)를 의미하며, 그가 헤구멘을 지냈던 아토스산의 이비론 수도원과 관련있다.
중세 조지아의 가장 영향력있던 기독교 성직자 중에 한명인 기오르기는 그의 모국과 비잔티움 제국 간의 문화간 교류에 있어 중재인이며 촉진자였다. 그는 광범위하게 그리스어로 된 교부, 시편과 성서 해설, 시나크사리아 작품들을 번역했다. 몇 가지는 이전에 조지아에서 존재하지 않았고, 다른 몇가지는 개정했는데, 그의 전임자 중에 한 명인 아토스의 에프티미오스의 번역본들을 개선했고, 그 그리고 관계 있는 누군가(그리고 아토스의 요한 역시)에게 그의 가장 중요한 창작품 "요한과 에프티미오스의 삶"을 헌정했다. 조지아에서 활동하기도 했는데, 기오르기는 교회법의 조정을 도왔으며 그의 젊은 동포들을 교육받게 하기 위해 아토스산으로 보냈다. 조지아 정교회의 자치관리에 대해 안티오크 총대주교가 의의를 제기할 때 조지의 옹호는 그를 조지아에서 가장 공경받는 성인 중에 한 명으로 만들었다. 그는 동방과 서방의 전 기독교의 대분열 동안에 두드러지는 역할을 하였다. 그는 분리된 서방 교우들을 옹호하는 소수의 동방 성직자 중에 한 사람이었다.

## 생애
게오르게는 트리알레티에서 조지아의 남부 지방에 자콥의 귀족 가문에서 태어났다. 언젠가 조지아의 바그라트 3세왕의 외교관으로 자콥은 그의 아내 마리암과 이란으로 간적 있다. 게오르게는 일곱살에 그의 교육을 시작하기 위해서 타즈리시에 있는 지방 수도원으로 보내졌고, 삼년 뒤에는 카쿨리에 있는 또 다른 수도원으로 옮겨갔다. 약 1022년에, 기오르기는 콘스탄티노폴리스로 보내졌고 거기서 그리스어에 정통하게 되었고 비잔티움 신학의 심오한 지식을 얻었다. 1034년에 그의 조지아로의 귀향 후에, 그는 카쿨리에서 수도자로의 삭발을 했고, 그리고 나서 예루살렘으로 성지 순례를 했으며, 곧이어 기오르기는 안티오케이아 근처의 흑산에서 또 다른 조지아인 수사의 제자로, 기오르기는 은둔자로 얼마간 시간을 보냈다. 1040년, 조지는 그리스 아토스산의 이비론("조지아인의"의 축어) 수도원에서 스스로를 확고히 했다. 그는 이비론의 회랑을 재조직하고 다시 설비했고, 그 곳을 조지아 정교회 문화의 활기넘치는 중심지로 만들었다.
1052~1057년 사이에, 기오르기는 이비론 수도원의 책임자를 그의 동료 수사 올티시의 조지에게 맡기고 떠났고, 그리스의 이단 성직자라고 고발당한 그의 동료들을 총대주교가 지지하기 전에 나타나려고 안티오케이아로 출발했다. 논쟁은 근본적으로 안티오케이아 대주교청의 체계 안에 있는 조지아 정교회의 자주관리권에 대한 교회법에 따른 합법성을 놓고 서둘러 전개됐다. 조지아의 자치 독립 교회를 옹호함에 있어서, 기오르기는 중세 조지아 성직자 전승의 번역본에 있는 성 안드레아의 고대 콜키스와 이베리아를 향한 선교를 증거로 제시했다. 11세기 초반에, 독립 자치 교회의 가톨리코스 멜치세데크 1세(1012~1030년)가 총대주교의 추가 책명을 맡았지만, 안티오크는 12 사도 중에 아무도 조지아를 여행한 적이 없다며 사도의 그 땅에서의 활동을 인정하기를 꺼려했다. 최종적으로, 기오르기는 안티오크의 테오도시우스 3세에게 조지아 교회의 자치 독립 교회로의 지위를 부여해 달라고 설득했다. 그 공방이 벌어지던 거의 같은 시간에 비잔티움 당국은 마침내 조지아를 순종시키려 강요하는 노력을 포기했고 조지아의 바그라트 4세와 화해했다.
로마 교황과 콘스탄티노폴리스 총대주교와의 점점더 증가하는 양극성은 1054년의 동-서 분열과 대단원보다 선행했고, 조지아 성직자, 특히 이비론 수도원의 입장은 그리스 보다 더 관대했다. (다른 저명한 예외된 인물들로는 총대주교 안티오케이아의 베드로 3세와 본국의 키예프의 요한 3세가 있다.) 기오르기는 비잔티움 황제 콘스탄티누스 10세가 있는데서 로마 교회의 성서 무류설을 들어 마카일 케룰라리우스가 서방 교우들을 향해 큰 소리치고 단언하는 태도를 한탄하며 슬퍼한 비잔티움 세계에서 몇 안되는 성직자 중에 한 명이었다.
기오르기는 바그라트 4세가 1057/1058년에 조지아 교회를 이끌어 달라고 하는 거듭되는 부탁을 거절했는데도 불구하고, 그는 5년 동안 조지아로 돌아와 달라는 왕실 초청을 계속했다. 거기서 그는 조지아의 교회들이 청렴한 성직 위계 제도에 기여하는 개혁과 더욱더 강화되는 왕실 당국과의 관계 조정에 착수했다. 기오르기가 그리스로 되돌아가던 길에, 콘스탄티노플을 방문했고 아토스산에서의 조지아 학생들의 교육을 위한 제국의 법령을 획득했다. 기오르기는 그의 목적지까지 다다르지 못했고, 그렇지만, 그는 1065년 6월 29일에 아테네에서 생을 마감했다. 아토스산의 수사들은 그를 이비론 수도원에 묻었다.
하기오리테의 기오르기는 이어서 조지아 정교회에 의해서 성인으로 시성되었고 매년 7월 10일에 그를 기린다.

## 유증
조지아의 종교 전승에 있어서 기오르기의 유증에 대한 영향력은 거대했다. 그는 복음서의 갱신에 매진했으며 더 축어적으로, 카이사리아의 바실, 니사의 그레고리, 아타나시우스, 타마스쿠스의 요한, 콘스탄티노플의 넥타리우스, 티레의 도론테우스 그리고 그외의 저서들을 번역했다. 그의 번역서들은 원본만큼 중세 조지아의 성가 해설과 서지, 전례, 성인 열전의 표준을 이룬다. 그의 작품은 연속되고, 에우티미우스의 저서들을 다소 개정한 것으로 여겨질 수도 있고, 조지아의 수도원 제도가 외국의 중심에서 번영하는 문학 전승의 고수준을 상징한다.
기오르기의 활동과 그의 동료인 아토스산의 조지아인들은 기독교인들의 행실과 도덕적 인생을 위한 기초뿐만 아니라 왕실과 교회의 후일의 관계 증진을 위한 토대 또한 마련해 놧고 1103년에 다비드 4세의 주체 하에 개최된 국가의 성직자의 루이시-우르브니시 회의에서 공식적으로 채택되었다.
"저희들의 축복을 받는 선조 요한과 에우티미우스의 삶 그리고 그들의 훌륭한 업적들의 기록"(ცხოვრება ნეტარისა მამისა ჩუენისა იოანესი და ეფთჳმესი და უწყებაჲ ღირსისა მის მოქალაქობისა მათისაჲ)은 게오르기의 가장 중요한 창작품으로 그의 아토스산의 선인들에게 헌정했다. 그 작품은 종교와 정치적인 선전, 그리고 역사적 기록이 결합되었다. 1040년 이후에 얼마 간의 저술로 아토스 전집에 있는 약 12,000 단어의 그 원고는 이비론 공동체의 역사이며 찬양이고, 조지아 교부 문학에 대한 그들의 기여를 반영하고와 비잔티움 수도원 제도를 방어한다. 정치와 신학적인 전보와는 별도로, 기오르기의 작품은 생생한 리듬의 산문, 정원과 포도원에서 작업하는 수사들을 묘사하는데 있어서 저명하다. 그가 죽은 후, 1066년에, 기오르기 자신은 그의 제자 미노르의 기오르기(또는 사제-수사 기오르기[후기-1083년 죽음])에 의해 비슷한 일대기의 소재가 되었다.

## 추가 문헌
- (조지아어) Baramidze, Alexander (ed., 1966). "გიორგი მთაწმიდელი" (Giorgi Mt’ats’mindeli) in: ქართული ლიტერატურის ისტორია (History of Georgian Literature). Tbilisi: Sabchota Sakartvelo.
- Lives of all saints commemorated on June 27: Venerable George of Mt. Athos, Georgian. Orthodox Church in America.